# Waldemar Schlichting
Waldemar Schlichting (ur. 1896 w Berlinie, zm. 1970 tamże) – niemiecki malarz-marynista.
Ukończył berlińską Akademie der Künste, od 1946 należał do Związku Zawodowego Artystów Plastyków w Berlinie. Jego twórczość obejmuje malowane techniką olejną obrazy o tematyce marynistycznej, przedstawiają okręty, pejzaże morskie i plaże. Większość plenerów stanowią plaże i porty nad Bałtykiem. Cechą charakterystyczną jest zastosowanie stonowanych barw oraz realistyczne ujęcia obiektów na tle morza. Tworzył również grafiki i litografie. Prace Waldemara Schlichtinga znajdują się w kolekcjach muzeów w Cuxhaven i w Schwerin.